# Jeux asiatiques de 1974
Navigation
Édition précédente Édition suivante
Les VIIe Jeux asiatiques se sont déroulés du 1er au 16 septembre 1974 à Téhéran, en Iran. Ils ont rassemblé 3 010 participants de 19 pays asiatiques dans 16 disciplines.

## Sports et disciplines
Les athlètes se sont affrontés dans 16 disciplines. La voile est retirée du programme tandis que le tennis et le tennis de table font leur retour.  L'escrime et la gymnastique sont présents pour la première fois.
- Athlétisme
- Badminton
- Basket-ball
- Boxe
- Cyclisme
- Escrime
- Football
- Gymnastique
- Haltérophilie
- Hockey sur gazon
- Lutte
- Natation
- Tennis
- Tennis de table
- Tir
- Volley-ball

## Délégations présentes
Les Jeux asiatiques 1974 ont vu la participation de 3 010 athlètes représentant 19 délégations. Six mois auparavant, la République de Chine (Taïwan) est expulsée du Conseil et la République populaire de Chine est invitée à sa place. C'est la dernière participation d'Israël contre lequel de nombreux pays refusent de jouer en compétition.
Le Japon termine une nouvelle fois largement en tête du tableau des médailles en remportant deux fois plus d'épreuves que l'Iran, pays organisateur.
| Rang  | Nation        | Or  | Argent | Bronze | Total |
| ----- | ------------- | --- | ------ | ------ | ----- |
| 1     | Japon         | 75  | 49     | 51     | 175   |
| 2     | Iran          | 36  | 28     | 17     | 81    |
| 3     | Chine         | 33  | 46     | 27     | 106   |
| 4     | Corée du Sud  | 16  | 26     | 15     | 57    |
| 5     | Corée du Nord | 15  | 14     | 17     | 46    |
| 6     | Israël        | 7   | 4      | 8      | 19    |
| 7     | Inde          | 4   | 12     | 12     | 28    |
| 8     | Thaïlande     | 4   | 2      | 8      | 14    |
| 9     | Indonésie     | 3   | 4      | 4      | 11    |
| 10    | Mongolie      | 2   | 5      | 8      | 15    |
| 11    | Pakistan      | 2   | 0      | 9      | 11    |
| 12    | Sri Lanka     | 2   | 0      | 0      | 2     |
| 13    | Singapour     | 1   | 3      | 7      | 11    |
| 14    | Birmanie      | 1   | 2      | 3      | 6     |
| 15    | Irak          | 1   | 0      | 5      | 6     |
| 16    | Philippines   | 0   | 2      | 12     | 14    |
| 17    | Malaisie      | 0   | 1      | 4      | 5     |
| 18    | Koweït        | 0   | 1      | 0      | 1     |
| 19    | Afghanistan   | 0   | 0      | 1      | 1     |
| Total | Total         | 202 | 199    | 208    | 609   |